# Нормальные блага
Нормальные блага (англ. normal good) — товар или услуга, который потребитель готов покупать в большем (меньшем) количестве при любой цене, когда его доход увеличивается (сокращается).

## Определение
Согласно К. Р. Макконнеллу и С. Л. Брю, нормальный товар — это товар или услуга, который потребитель готов покупать в большем (меньшем) количестве при любой цене, когда его доход увеличивается (сокращается).